# Lucy Westenra
Lucy Westenra este un personaj fictiv din romanul gotic de groază Dracula (1897) scris de Bram Stoker. A apărut ulterior în alte cărți, piese de teatru, filme, producții TV.
Ea este prezentată ca fiind cea mai bună prietenă a Minei Murray, fiica de 19 ani a unei familii bogate. Tatăl ei este menționat în roman atunci când Mina spune că este un somnambul și mama ei în vârstă este pur și simplu numită ca fiind doamna Westenra. În filmul Universal din 1931, ea se numește Lucy Weston, în versiunea în limba spaniolă ca Lucía Weston. În filmul Dracula din 1958, ea este numită Lucy Holmwood (Carol Marsh), sora lui Arthur Holmwood, care este logodită cu Jonathan Harker. În versiunea din 1968, aceasta apare din nou ca Lucy Weston (jucată de actrița Susan George), si se îndrăgostește de Contele Dracula, devenind astfel vampir. În filmul "Contele Dracula", din 1970, ea revine la numele de Lucy Westenra (Soledad Miranda o interpretează), deoarece această adaptare urmărește cu precizie firul narativ din romanul original al lui Bram Stoker. În adaptarea din Republica Socialistă Cehoslovacia, din 1971, intitulată "Hrabe Drakula", actrița Hana Maciuchova interpretează rolul lui "Lucy", numele ei de familie nefiind precizat cu exactitate în film. În "Bram Stoker's Dracula" din 1973, Lucy Westenra (Fiona Lewis) este reîncarnarea soției decedate a Contelui, care se numea Maria. Acest film reprezintă prima adaptare în care Dracula se reîntâlnește cu fosta lui soție, cealaltă adaptare fiind "Bram Stoker's Dracula" din 1992. Tot în 1973, în episodul "Dracula" din serialul Purple Playhouse, Lucy (Charlotte Blunt) este sora Minei, spre deosebire de varianta din 1977, unde Mina este sora lui Lucy (Susan Penhaligon).
În anul 1979, în ambele adaptări ale poveștii, rolurile personajelor feminine se inversează. Astfel, în "Nosferatu, Creatura Nopții" a regizorului Werner Herzog, Lucy Westenra este numită doar Mina (Martje Grohmann), și cade pradă vampirului. În filmul "Dracula", regizat de John Badham, în care apare Frank Langella în rolul titular, Lucy este interpretată de actrița Janet Stephanie "Jan" Francis, și se numește acum Mina Van Helsing, fiica profesorului Abraham Van Helsing. Aceasta îl găsește pe Conte după naufragiul vaporului Demeter în anul 1913, și are să devină și ea un vampir. În "Bram Stoker's Dracula" din 1992, regizat de italianul Francis Ford Coppola, Lucy este interpretată de Sadie Frost, și este erotizată mult mai mult decât în romanul original, devenind mai mult decât seducătoare și cochetă, chiar ispititoare. Fiind o copilă răsfățată a aristocrației, ea vorbește cu nerăbdare și sinceritate, bătând la granița cu indecentul, deși rămâne în același timp o tânără cu inima bună și dulce, până ce este transformată în vampir de Contele Dracula. În "Dracula, un mort iubăreț", o parodie a filmelor precedente cu vampirul, elaborată de Mel Brooks (care îl joacă pe Abraham Van Helsing), Lucy Westenra este portretizată de Lysette Anthony, și este una din puținele versiuni ale lui Lucy în care are părul brunet, fata fiind descrisă în romanul lui Stoker ca fiind blondă. 
Totodată, în "Dracula 2000" apare și o fată, mai târziu mireasă a Contelui, numită Lucy Westerman. Deși numele și descrierea fizică sunt oarecum asemănătoare cu cele ale personajului original, personajele nu au nicio legătură, această adaptare a poveștii cu vampirul fiind, de fapt, un fel de continuare a întâmplărilor din roman. 